# 瓊塔哈塔維山
14°17′23″S 69°56′37″W / 14.28972°S 69.94361°W
瓊塔哈塔維山（Chunta Q'atawi），是秘魯的山峰，位於該國東南部普諾大區，由卡拉瓦亞省的克魯塞羅區負責管轄，屬於安地斯山脈的一部分，海拔高度5,001米。